# Stina-swap
Stina-swap är beteckningen på en av flera varianter av swappar, det vill säga finansiella instrument. STINA står för STIBOR T/N Average, vilket är genomsnittsräntan för den kortaste räntan på STIBOR-marknaden.